# Naso
|  | Per a altres significats, vegeu «Naso (desambiguació)». |

Els Naso, Teribe o Tjer-di són un grup indígena del nord-oest de Panamà, concretament de l'oest de la província de Bocas del Toro, en una àrea de 1.300 km², aquest territori abasta gran part de la conca del riu Teribe i del riu San San. El componen al voltant de 3.500 habitants. És l'únic grup indígena del país a qui no s'ha legalitzat una comarca indígena i és l'única ètnia indígena que té una monarquia a Amèrica. També hi ha a la Reserva terraba a la província de Puntarenas, Costa Rica.

## Història
Els primers pobladors es van establir sobre l'àrea de les conques dels rius Teribe, Changuinola i Sixaola; en una regió que abastava l'oest de la província de Bocas del Toro fins a l'extrem nord-est de Costa Rica.
Els europeus van tenir coneixement d'aquest grup, primerament per Cristòfol Colom quan arribà a les costes de Bocas del Toro en el seu quart viatge, a la badia d'Almirante, el 6 d'octubre de 1502. Aquest lloc va ser anomenat Zorabaró pels indígenes i posteriorment batejat per Colom com Carambarú.
Més endavant, l'any 1564, el conquistador espanyol Juan Vásquez de Coronat, escoltà notícies d'una regió anomenada Texbi, que era rica en or, però on els nadius eren molt hostils amb els espanyols i es negaven formar part del seu domini. Arribà al poble de Corcuru a la regió Teribe, i es trobà amb diversos cacics, assolint sotmetre els nadius a mans dels espanyols; va batejar el riu Teribe com riu de l'Estrella, a causa de les mines d'or que es trobaven prop d'aquest riu. Aquesta situació seguiria durant la resta del segle xvi.
A inicis del segle xvii, encara existien grups indígenes dispersos a la recòndita Vall de Duy, entre els que es distingien els térrabas (teribes), que eren coneguts per la seva hostilitat i bel·ligerància. El 1604, el conquistador Diego de Sojo assolí controlar els indígenes que habitaven el riu Sixaola i reuní els altres grups dispersos, però els teribes es rebel·laren contra els espanyols, matant a quatre d'ells; Sojo va sufocar la rebel·lió amb violència; però el 1610 sorgí una altra rebel·lió. El 1618 van ser atacats els missioners franciscans que evangelitzaven la regió i va ser cremada una església.
Novament el 1662, per ordre de Rodrigo Arias Maldonado i Velazco, es reuniren els indígenes dispersos per la vall de Talamanca i Duy; un total de 1.200, la majoria teribes. A la fi del segle xvii continuaven les rebel·lions contra els espanyols i altres grups indígenes; els missioners idearen el trasllat de grups indígenes pacífics cap al sud, a la costa del Pacífic. El 1695, un grup d'indis teribes va ser enviat a la regió de Boruca, al sud-est de Costa Rica, on fundaren el poble de San Francisco de Térraba.
Aquests trasllats continuaren a començaments del segle xviii; el 1702 s'intentà traslladar tots els teribes a San Francisco de Térraba, però molts van negar-se a marxar. Aquests indígenes van ser anomenats norteños. La intenció d'aquest trasllat era la de salvar els indígenes de l'extinció i traslladant-les a Boruca.
Aquest problema aparegué amb l'arribada dels indis miskito a Talamanca, el riu Teribe i Changuinola des de Bluefields, Nicaragua. Durant l'ocupació va haver-hi guerres entre els miskitos i els teribes, que van relegar els teribes cap a les muntanyes. A finals del segle xviii tan sols en quedaven quatre subgrups. Al segle xix, els teribes s'enfrontaren als bribri, en unes disputes que no van quedar resoltes totalment fins al 2004.
A mitjan segle xix, amb la formació de les repúbliques centro-americanes, les amenaces dels miskitos disminuïren i abandonaren la conca del Changuinola i els seus afluents, i així els teribes començaren a prosperar econòmicament, encara que amb conflictes intermitens amb els bribri i els indis talamanca.
Durant el segle xx, van passar molt desapercebuts en el país fins a l'arribada al tron de Lázaro Santana que va produir una era de pau i prosperitat a la regió, seguit pel seu fill Simeón que va promoure centres escolars i menjadors, i va ser qui va proposar la creació d'una comarca indígena l'any 1973. La seva mort sobtada per malaltia, sense successió a la família, propicià l'adopció d'un mètode més democràtic per escollir el Rei. D'aquesta manera, Rufina Santana va ser elegida Reina.
Atès que la reina Rufina era qüestionada per la seva tasca entre els Naso, es van realitzar noves eleccions i va ser triat César Santana com a rei l'any 1988. Va continuar la redacció i aprovació de la llei que establia la comarca.
El maig de 1997 el Congrés General sol·licità al president de Panamà, Ernesto Pérez Balladares la creació de la Comarca Naso Tjer-vaig; però el 21 de gener de 1998 es creà el corregimiento de Teribe, amb l'oposició pel poble Naso, especialment del rei César, que sol·licità una reconsideració d'aquesta llei.
El 31 de maig de 1998 el Consell General escollí Tito Santana com a nou rei, però certes diferències s'esdevingueren entre els seus simpatitzants i detractors, arran de la seva postura davant les autoritats locals del corregimiento i el poble Naso. El 2002 s'intentà aprovar la llei de la Comarca però va ser rebutjada.
El 30 de maig de 2004, s'intentà enderrocar el rei Tito en una assemblea, però va ser qüestionada la seva legalitat. Aquest intent d'enderrocament tingué lloc per la participació del Rei en la construcció d'una planta hidro-elèctrica a Bonyic, sobre el riu Teribe. Els seus detractors el qüestionaren per no consultar al poble i per posar en perill l'ecologia de la regió, mentre que els seus seguidors argumenten que el projecte aportarà els beneficis de l'electrificació de la regió.

## Política i govern
El poble naso o teribe, és regit per un Rei, des de temps immemorials. Segons la tradició, només els barons podien accedir al tron i el càrrec era vitalici. Quan moria el Rei, el títol requeia en el germà que li seguia en edat. I quan aquest moria, la successió tornava al fill major del Rei anterior, que fins llavors exercia el títol de Príncep. Si la dinastia s'extingia per complet, es reunien els barons casats de la tribu, per triar un nou Rei, en el si d'una altra família poderosa del poble.
Actualment el govern està sota una barreja de monarquia constitucional i hereditària. El Rei és triat pel poble en una votació, poden postular-se homes i dones (com el cas de la reina Rufina), però han de pertànyer a la família Santana, la dinastia governant, que va iniciar el seu regnat a la primera meitat del segle xx. El rei pot ser destituït pel Consell General del Poble, amb un quòrum de 900 persones, i sota els càrrecs d'homicidi, traïció i altres delictes assenyalats per les lleis tradicionals.
El Palau Reial es troba a Sieyik, capital de la regió, i allà s'hi troben, a més del Rei, el Consell General que l'assisteix i que també és triat de manera democràtica. El Rei no té funcions de comandament ni d'administració de justícia, a la pràctica és un dirigent comunitari i representant cerimonial de l'ètnia.

### Llista de reis recents
- Bass Lee Santana
- Santiago Santana
- Santiago Santana, fill
- Chalee Santana
- Francisco Santana
- Lázaro Santana - (? - 1973)
- Simeón Santana - (1973 - 1979)
- Manuel Aguilar (regència) - (1979 - 25 d'abril de 1982)
- Rufina Santana - (25 d'abril de 1982 - 30 de juliol de 1988)
- César Santana - (30 de juliol de 1988 - 31 de maig de 1998)
- Tito Santana - (31 de maig de 1998 -)

## Demografia
Dintre de l'àrea viuen al voltant de 2.343 habitants, repartits en 11 comunitats:
- Al riu Teribe: Bonyic, Kuikin, Santa Rosa, Sieyik, Sieyikin, Solón i Sori.
- Al riu San San: Drury, La Tigra, Lloma Bandera i San San.
- A les altres àrees: Charagre i Yorkin.

S'estima que existeixen 1.000 habitants d'aquesta ètnia fora del territori, especialment a la ciutat de Changuinola.

## Cultura
Els naso practiquen l'agricultura i la pesca de subsistència. Els habitants parlen l'idioma teribe, encara que la majoria també sap parlar el castellà.
Alguns teribes professen la religió catòlica, encara que tradicionalment creuen en Sbö, Déu suprem i autor de la creació del món. També professen una veneració molt respectada al riu Teribe, que anomenen Gran Àvia i que ha servit de sosteniment per a l'ètnia en general.
Les famílies posseeixen un nucli monògam, però varien la quantitat de membres per família en diverses localitats. No posseeixen actualment ritus tradicionals pel matrimoni.
Viuen en cases de fusta, amb sostres de fulles de palmera de tipus yambú; generalment aquests habitatges estan situats en llocs alts, per a protegir-se de les fortes crescudes del riu Teribe.